# ガンダリウム合金
ガンダリウム合金（ガンダリウムごうきん）は、「ガンダムシリーズ」のうち、宇宙世紀および未来世紀、アフターウォーを舞台とする作品に登場する架空の物質。おもにモビルスーツ (MS) などの装甲材として用いられる。

## 宇宙世紀におけるガンダリウム合金
『機動戦士ガンダム』『機動戦士Ζガンダム』などの舞台となる宇宙世紀におけるガンダリウム合金の英語表記は、Gundarium Alloyである。

### ルナ・チタニウム合金
名称は『機動戦士ガンダム』放送中の1979年に発行された『機動戦士ガンダム記録全集』を原典とする。地球連邦軍のガンダム、ガンキャノン、ガンタンクの装甲材質とされるが、1989年に発行された『ENTERTAINMENT BIBLE .1 機動戦士ガンダム MS大図鑑 PART.1【一年戦争編】』では、この3機種に共通して使用されたガンダリウム合金の主原料がルナ・チタニウムであるとされ、希少かつ加工が困難としている。
『アナハイム・ジャーナル』では、宇宙世紀0064年に最初期型ルナ・チタニウム（EFIS規格LTX-001）が開発され、後にEFIS規格LTX128番のルナ・チタニウムがほとんどの放射線を遮断するという特性で注目を集め、宇宙世紀0047年から開発が始まったミノフスキー・イヨネスコ型核反応炉の構造材として使用されたとしている。V作戦のRXシリーズ3機に使われたものはEFIS規格LTX300番台を基幹にした合金と推測されている。
ルナツーで採掘されるものが良質とされる。ホワイトベース級強襲揚陸艦の装甲材やガンダムのシールド、ジムのシールド（ファーダゲール社製のRGM-M-Sh-003型など）にも採用されている。ジオン公国軍側での使用例もあり、ケンプファーのショットガンZUX-197の弾体にルナ・チタニウムの使用が確認されている。
漫画『機動戦士ガンダム ラストホライズン』では、主人公のレオ・バルナーク中佐が商社マン時代にルナ・チタニウム製の複合装甲材（コンポジット）の極秘試験データを閲覧している。軽量かつ高剛性、耐熱性・耐融性も高く「夢の装甲材」といわれるが、加工に専用の工作機械が必要である。結局市場に出回ることはなく、連邦軍が特許ごと買い取ったという。のちにレオが軍属となり、部隊に配備された陸戦型ジムの装甲もルナ・チタニウム製だが仕様は異なっており、上記の複合装甲材はホワイトベース隊に配備されている機体にのみ使用されているのではないかと推測している。
劇中での描写
『機動戦士ガンダム』第1話などでは、ガンダムの装甲にザク・マシンガンの砲撃が通用せず、その堅牢さが表現される。ただし、第16話ではグフのヒート・ロッドを受けて爪先が切断されるなど損傷することもあり、最終話ではジオングのメガ粒子砲により頭部や手足を失っている。シールドも、ザク・バズーカの砲撃やヒート・ホークの斬撃などを防御して破壊・切断されることが多い。ガンキャノンも、最終話ほかで何度か脚部を損傷している。

### ガンダリウムα
スマートフォンゲームアプリ『機動戦士ガンダム U.C. ENGAGE』のイベント「アムロシャアモード」でのシャア・アズナブルとカール（のちのアポリー）、ホアキン（のちのロベルト）との会話によれば、ガンダムに使われていたのが「α」とされる。
ほかにもガンダムに採用されていたとする資料のほか、初期のルナ・チタニウム合金とする説、RXシリーズに採用された白金などの希少金属を取り入れた合金（EFIS規格LTX300番台を基幹にしたと推測されている）とする説、ルナ・チタニウム合金の完成版とする説、小惑星アクシズのジオン公国軍残党の研究者たちが開発したガンダリウム系合金3種類のうちのひとつとする説もある。
初期のガンダリウム合金は軽量かつ高い剛性・耐熱性・耐融性をもち、放射線を遮断する磁性を帯びた素材であるものの、金属として硬すぎる特性をもっている。さらに、その製造には月面に存在する純度の高いチタニウムを必要とし、精製技術も特殊であることから量産化には不向きとされる。

### ガンダリウムβ
アクシズが開発したガンダリウム系合金3種類のうちのひとつとされる。ガンダリウムαとガンダリウムγの中間に位置するものであるが、β自体の特徴に触れている資料は皆無で、詳細は知られていない。ただし、資料によってはネモやマラサイなどの量産機は、コストダウンのためにガンダリウムβが使われた旨の記載がある。
ムック『GUNDAM WARS PROJECT Ζ』では、ティターンズの試作機であるハーピュレイの装甲材を「ガンダリウム・ベータ級」だとしている。

### ガンダリウムγ
『機動戦士Ζガンダム』の設定が初出で、先述のαやβもここから派生した設定である。
初期のガンダリウムが抱えていた生産性や加工性の問題を解決しており、従来の装甲に比べ数分の一の装甲厚で強度を維持できることから、その重量問題もクリアされ、プロペラントの積載を増加可能となっている。また、ガンダリウムγとは希少金属をベースとしていた従来型のガンダリウムαとは異なり、マグネシウムやケイ素といった産出量の多い物質を使用しており、合金をナノメートル単位で操作することによってガンダリウムαの長所はそのままに、柔性と加工性を向上させたとする資料もある。
だが、その一方でネモには大量生産のためガンダリウムγではなくガンダリウムαを使用したとする資料も存在し、ガンダリウムγの生産性は決してよいものではなかったため、ネモのような量産機にはガンダリウムαを使用したとする資料、コストの問題からマラサイやネモのような本格量産機ではガンダリウムβを使用したとする資料もみられる。
もともとは一年戦争終結後に小惑星アクシズに逃げ延びたジオン公国軍残党の研究者たちが開発したものがシャア・アズナブル（クワトロ・バジーナ）の手によってエゥーゴやアナハイム・エレクトロニクスにもたらされ、リック・ディアスをはじめとするエゥーゴの新型MSで採用している。耐久力に優れたこの新素材は装甲だけではなくフレームにも用いられ、機体のペイロードを向上させた。第2世代MS以降のMSの基本装備となっていく。
「アムロシャアモード」でのシャアの台詞によれば、アクシズの鉱石はルナツーよりも適しているとはいえ、よく開発に成功したと讃えており、月でも精製可能なうえ、「β」よりも優れていると述べている。
グリプス戦役開戦当初においてエゥーゴと対立している地球連邦軍（ティターンズ）側はこの技術を有していなかったものの、アナハイムからマラサイを譲渡したことによって入手している。

### ガンダリウムエプシロン
エプシィガンダムの装甲材として設定されている、ガンダリウムγの改良型。この時点のガンダリウム合金で最高の特性を持ち、これによりエプシィガンダムの核融合パルス推進器「ブラッサム（ブロッサム）」は脆弱な構造ながら十分な強度を維持しているという。

### ガンダリウム・コンポジット
『機動戦士ガンダムΖΖ』後半に登場するMSは装甲材が「ガンダリウム・コンポジット」と設定されているものがあるが、詳細は定かではない。
その一方で、またムック『ガンダム・センチネル』ではSガンダム、Ex-Sガンダム、ゼータプラスにおいて「ガンダリウムγコンポジット」、その他の機体では「ガンダリウム・コンポジット」を使用している。また、同書籍ではガンダリウムγコンポジットを初めて使用した機体として、リック・ディアスが挙げられている。

### その他
第一次ネオ・ジオン抗争までのMSは量産機を含めてほとんどがガンダリウムを使用しているが、0090年代の主力機であるジェガンとギラ・ドーガ（およびギラ・ズール）は「チタン合金セラミック複合材」を使用している。書籍『総解説ガンダム辞典』では、チタン合金セラミック複合材の装甲も、ガンダリウムγからの派生技術でβ級の強度を得たと解説している。
漫画『機動戦士ガンダムF90 ファステストフォーミュラ』では、外宇宙から飛来した小惑星とされるルナツーが、ガンダリウム合金の素材となるレアメタル「ガンマン・マグネット」の最大鉱床であるとしている。
MSの小型化が進んだ宇宙世紀0123年（『機動戦士ガンダムF91』）以降のMSの装甲素材は「ガンダリウム合金セラミック複合材」と設定されているが、詳細は不明。さらに時代が進んだ作品においては「ガンダリウム合金ハイセラミック複合材」、「ガンダリウム合金スーパーセラミック複合材」といった設定もみられるが、いずれも詳細は不明である。

### 解説
アニメ本編では固有名としての「ルナ・チタニウム」は一切登場していない。ただし、第1作『機動戦士ガンダム』第1話においては、RX-78 ガンダムの装甲の耐弾防御能力が桁外れに高いことが、ジーンのセリフによって視聴者に説明されている。
ガンダリウム合金の名称は、最初の続編である『機動戦士Ζガンダム』において、リック・ディアスの装甲材として、初めて登場した。この時に、同時に「かつてのRX-78 ガンダムの装甲材にガンダリウム合金が使用されていた」という設定も公式に発表されている。アニメックなどのアニメ雑誌による富野由悠季へのインタビューにおいて、「ルナ・チタニウム=ガンダリウム合金と考えて良いか?」という編集の質問に対し肯定がなされたことで、ルナ・チタニウム=ガンダリウム合金という図式が成立した。

## 未来世紀におけるガンダリウム合金
『機動武闘伝Gガンダム』の舞台となる「未来世紀」におけるガンダリウム合金は、宇宙世紀に登場する材質と同名だが（英文表記はGundlium Amalgam）、正式名称はガンマ・ユニフィケイショナル・ディマリウム合金 (Gamma Unificational Dimalium Amalgam) とされている。
元々は慣性制御装置の開発の過程で産出されたディマリウム合金。をベースとしており、モビルファイターなどに用いられる装甲ではレアメタルハイブリッド多層材（積層材とも）という素材の中で複数の性質を持つ層が状況に応じて現れ、状況や環境の変化に応じて性能が変化するものが用いられている。この装甲に用いられるディマリウムは人間の精神に反応して分子の振る舞いを変化させる性質までも持ち、感情に反応することによってその形状や色までも変化して時には発光現象さえ引き起こすという、正に生きた金属とも言える素材である。ディマリウムの特性は精神感応制御技術に結び付き、バルカン砲やビット兵器の操作、モビルトレースシステムの為のアンテナにも活用されている。また、ディマリウムは重力子の発生や制御を含む慣性制御を可能としており、もともと重力制御の機関にも使用されていたものが、のちに偶然から生成の過程で精神感応の傾向を持つ組成が発見された経緯を持ち、これは未来世紀に"精神感応制御"という技術体系を生み、著しい発展を遂げることとなった。
未来世紀のガンダムの意味の一つとして、このガンダリウム合金を用いたMS (Gamma UNificational Dimalium Amalgam Mobile-suit) という定義がある。また、この素材は使用者の精神的なコンディションによってスペック外の効果が起こり、さらに"自律"した分子構造を持ち、素材自体が設定された条件を記憶すれば。その構造を経年変化させず維持する機能を持ち、プログラム次第で多彩な特徴を意識的に変化させるような振る舞いも見られた。このようなある種万能な特性を研究して生まれたのがU細胞（後のDG細胞）である。DG細胞ではディマリウムの精神に反応する特性を利用し、機体の形状を変化させられるほか、その分子が生物の組織内に入り込み、形状を変化させる振る舞いさえ可能としている。

## アフターウォーにおけるルナチタニウム合金
『機動新世紀ガンダムX』の舞台となるアフターウォーに登場するルナチタニウム合金は、宇宙世紀に登場する材質と同名だが、設定上の関連性は無い。
ガンダムタイプに採用される非常に堅牢な特殊合金であり、主力MSレベルの火力ですらほぼダメージを与えられない耐久性を持つ。
設定上においては第7次宇宙戦争時代に開発された「ガンダム」タイプのMS（ガンダムエックス、ガンダムレオパルド、ガンダムエアマスター）、およびそれらの発展型や改修機で採用が見られた。また、それらの支援戦闘機であるGファルコンにも装甲材として採用されている。他にも軽量化・高出力化の為にガンダムエアマスターのバスターライフルの素材ともなっている。

## SDガンダムにおけるギガンダリウム合金
SDガンダム作品群のうち、SDUC（SD宇宙世紀）を舞台とする『SDコマンド戦記』シリーズには、登場キャラクター（SDガンダム）の装甲は「ギガンダリウム合金」という合金からなるとされている。「ギガンダリウムα」や「ギガンダリウムΖ」、「ギガンダリウムΩ」といった派生型も存在するが、これらの合金に関する詳細な設定はなされていない。